# Moe
Moe (znanstveno ime Dinornithiformes) so izumrl red neletečih ptičev staročeljustnic. Živele so samo na Novi Zelandiji. V to družino prištevamo šest rodov in deset vrst. Največji predstavnici sta bili Dinornis robustus in Dinornis novaezelandiae; moe te vrste so dosegle do 3,7 metra višine, če so stegnile vrat, tehtale pa so 200 do 250 kilogramov. Za vse vrste moe je značilno, da so bile popolnoma brez peruti; tudi ostali nojevci so neleteči, vendar so pri vseh vrstah prisotni vsaj ostanki peruti.
Zaradi njihove velikosti je bil zanje edini plenilec Haastov orel.
Moe so verjetno izumrle takoj po prihodu Maorov na Novo Zelandijo (malo pred letom 1300 n. št.). Zaradi preobilja se je razvil brezglav lov, Maori so na pticah pojedli le najboljše dele, ostalo pa so zavrgli. Tudi krčenje gozdov je predstavljalo grožnjo za moe.

## Prehrana
Znanstveniki niso teh ptic nikoli opazovali pri hranjenju, a je prehrano možno določiti zaradi izobilja fosilnih ostankov. Moe so se hranile z listi nižjih grmov in dreves. Za lažjo prebavo so goltale kamenje, ki jim je pomagalo pri drobljenju. Moe rodu Dinornis so lahko v želodcu hranile nekaj kilogramov kamenja.

## Razmnoževanje
Mladič moe je potreboval kakšnih deset let, da je zrasel v odraslo žival. Dolžina obdobja rasti je bila pri vseh vrstah moe podobna.

### Jajca
V muzejih je razstavljenih 36 jajc moe, največje je dolgo 24 cm in široko 17,8 cm. Jajca vseh vrst moe so bila bela; izjema je bila visokogorska moa, ki je nesla jajca modre do zelene barve.

## Taksonomija
Tradicionalno so jih uvrščali med nojevce, kasneje pa se je izkazalo, da so najbolj sorodni dolgonogim kuram, zato so jih povzdignili na raven samostojnega reda.
Zdaj znane vrste so:
- red †Dinornithiformes (Gadow 1893)
  - družina Dinornithidae Owen 1843 (orjaške moe)
    - rod Dinornis
      - Dinornis novaezealandiae (Severni otok, Nova Zelandija)
      - Dinornis robustus (Južni otok, Nova Zelandija)

  - družina Emeidae (Bonaparte 1854)
    - rod Anomalopteryx
      - Anomalopteryx didiformis (Južni otok)

    - rod Emeus
      - Emeus crassus (Južni otok)

    - rod Euryapteryx
      - Euryapteryx curtus (Severni in Južni otok)

  - rod Pachyornis
    -       - Pachyornis elephantopus (Južni otok)
      - Pachyornis geranoides (Severni otok)
      - Pachyornis australis (Južni otok)[3]

  - družina Megalapterygidae
    - rod Megalapteryx
      - Megalapteryx didinus (Južni otok)